# Оук-Ридж (Північна Кароліна)
Оук-Ридж (англ. Oak Ridge) — місто (англ. town) в США, в окрузі Ґілфорд штату Північна Кароліна. Населення — 7474 особи (2020).

## Географія
Оук-Ридж розташований за координатами 36°10′27″ пн. ш. 79°59′32″ зх. д. / 36.17417° пн. ш. 79.99222° зх. д. (36.174072, -79.992233).  За даними Бюро перепису населення США в 2010 році місто мало площу 40,20 км², з яких 39,83 км² — суходіл та 0,37 км² — водойми. В 2017 році площа становила 42,41 км², з яких 42,04 км² — суходіл та 0,37 км² — водойми.

## Демографія
Згідно з переписом 2010 року, у місті мешкало 6185 осіб у 2106 домогосподарствах у складі 1832 родин. Густота населення становила 154 особи/км².  Було 2226 помешкань (55/км²).
Расовий склад населення:
| - 88,9 % — білих - 5,2 % — чорних або афроамериканців - 3,4 % — азіатів - 0,4 % — корінних американців - 1,1 % — осіб інших рас |

До двох чи більше рас належало 1,0 %. Частка іспаномовних становила 3,0 % від усіх жителів.
За віковим діапазоном населення розподілялося таким чином: 29,9 % — особи молодші 18 років, 61,5 % — особи у віці 18—64 років, 8,6 % — особи у віці 65 років та старші. Медіана віку мешканця становила 41,8 року. На 100 осіб жіночої статі у місті припадало 101,1 чоловіків;  на 100 жінок у віці від 18 років та старших — 97,7 чоловіків також старших 18 років.
Середній дохід на одне домашнє господарство  становив 120 878 доларів США (медіана — 105 357), а середній дохід на одну сім'ю — 133 641 долар (медіана — 117 614). Медіана доходів становила 86 080 доларів для чоловіків та 56 074 долари для жінок. За межею бідності перебувало 2,3 % осіб, у тому числі 3,3 % дітей у віці до 18 років та 3,2 % осіб у віці 65 років та старших.
Цивільне працевлаштоване населення становило 2998 осіб. Основні галузі зайнятості: виробництво — 21,7 %, освіта, охорона здоров'я та соціальна допомога — 19,9 %, науковці, спеціалісти, менеджери — 11,1 %, роздрібна торгівля — 11,0 %.